# Coeloides
Coeloides är ett släkte av steklar som beskrevs av Wesmael 1838. Coeloides ingår i familjen bracksteklar.

## Dottertaxa tillCoeloides, i alfabetisk ordning[1][2]
- Coeloides abdominalis
- Coeloides armandi
- Coeloides bostrichorum
- Coeloides brevicaudis
- Coeloides changbaiensis
- Coeloides crocator
- Coeloides durangensis
- Coeloides filiformis
- Coeloides flavus
- Coeloides forsteri
- Coeloides glaboventris
- Coeloides guizhouensis
- Coeloides hummeli
- Coeloides japonicus
- Coeloides longquanus
- Coeloides melanostigma
- Coeloides melanotus
- Coeloides mexicanus
- Coeloides pissodis
- Coeloides qinlingensis
- Coeloides rossicus
- Coeloides rufovariegatus
- Coeloides scolyticida
- Coeloides scolytivorus
- Coeloides secundus
- Coeloides sonora
- Coeloides sordidator
- Coeloides strobilorum
- Coeloides subconcolor
- Coeloides sympitys
- Coeloides tsugatorus
- Coeloides ungularis
- Coeloides vancouverensis